# Speedtest.net
 (juillet 2022).
Si vous disposez d'ouvrages ou d'articles de référence ou si vous connaissez des sites web de qualité traitant du thème abordé ici, merci de compléter l'article en donnant les références utiles à sa vérifiabilité et en les liant à la section « Notes et références ».
Speedtest.net, également connu sous le nom de Speedtest by Ookla, est un service Web qui fournit une analyse de  la performance d'un accès à Internet, c'est-à-dire du débit de connexion et de la latence. Il s'agit du produit d'appel d'Ookla, une société de test Web et de diagnostic réseau fondée en 2006 et basée à Seattle aux États-Unis.
Le service mesure le débit de données (vitesse) et la latence (délai de connexion) d'une connexion Internet par rapport à l'un des 11 000 serveurs géographiquement dispersés (en août 2021). Chaque test mesure le débit dans le sens download (ou téléchargement), c'est-à-dire du serveur vers l'ordinateur de l'utilisateur, et le débit dans le sens upload (ou téléversement), de l'ordinateur de l'utilisateur vers le serveur. 
Les tests sont effectués depuis un navigateur Web ou depuis une application téléchargée sur un mobile. En septembre 2018, plus de 21 milliards de tests de vitesse avaient été effectués.